# James W. Black
James Whyte Black (ur. 14 czerwca 1924 w Uddingston (South Lanarkshire), zm. 22 marca 2010 w Londynie) – szkocki farmakolog. W 1988 otrzymał nagrodę Nobla w dziedzinie fizjologii i medycyny za badania naukowe, m.in. syntezę cymetydyny i odkrycie propranololu. Zajmował się zarówno karierą akademicką, jak i pracą dla przemysłu farmaceutycznego.

## Życiorys
Pochodził z rodziny zdeklarowanych baptystów. Był czwartym z pięciu synów inżyniera górnictwa, pracującego na stanowisku kierowniczym w kopalni. 
Studiował medycynę na University of St Andrews, studia ukończył w 1946 roku. W tym samym roku poślubił Hilary Vaughan, koleżankę ze studiów poznaną na balu w 1944 roku. Aby spłacić długi zaciągnięte podczas studiów, zdecydował się na wyjazd do Singapuru, gdzie, w latach 1947-1950, wykładał fizjologię na King Edward VII College of Medicine. W 1950 roku wrócił do Europy, początkowo do Londynu, potem podjął pracę na University of Glasgow, gdzie organizował Wydział Fizjologii Weterynaryjnej.
W 1958 roku zatrudnił się jako starszy farmakolog w Imperial Chemical Industries, pracował tam do 1964 roku, w którym objął stanowisko kierownika badań biologicznych w firmie Smith, Kline & French (po późniejszych procesach akwizycji przekształconej w GlaxoSmithKline). W 1984 roku został profesorem farmakologii analitycznej na King’s College London, pracował tam do przejścia na emeryturę w roku 1993. W latach 1992–2006 pełnił funkcję kanclerza University of Dundee
Black prowadził badania nad interakcjami między receptorami komórkowymi organizmu, a związkami chemicznymi w krwiobiegu, które się do nich łączą. Poszukiwał tą metodą leku, który łagodziłby dusznicę bolesną, odkryty przez niego propranolol był jednym z pierwszych leków beta-adrenolitycznych. 
Podobne podejście stosował w poszukiwaniu metody farmakologicznego leczenia choroba wrzodowej żołądka i dwunastnicy, które w dużej mierze spowodowana jest nadmiernym wydzielaniem kwasów przez żołądek. Opracowana przez Blacka cymetydyna, może blokować receptory histaminowe, które stymulują wydzielanie kwasu żołądkowego w żołądku.

## Wyróżnienie i nagrody
- 1981 – tytuł szlachecki
- 1988 – nagroda Nobla w dziedzinie fizjologii i medycyny „za odkrycie ważnych zasad leczenia farmakologicznego” wraz z Gertrude Elion oraz George Hitchingsem
- 2000 – Order Zasługi (Wielka Brytania)